# Ла Чита (Ријети)
Ла Чита је насеље у Италији у округу Ријети, региону Лацио.
Према процени из 2011. у насељу је живело 18 становника. Насеље се налази на надморској висини од 430 м.